# Système international d'unités
Pour les articles homonymes, voir SI, SIU et Système international.

Relations des unités de base (à l'intérieur) entre elles et avec les sept constantes fondamentales (à l'extérieur) qui les définissent.

Le Système international d'unités (abrégé en SI) est le système décimal international d'unités de mesure adopté officiellement en 1960, dérivé du système métrique institué en France en 1795. Il constitue le système d'unités légal dans la plupart des pays du monde. Le Bureau international des poids et mesures (BIPM), rassemblant des délégués des États membres de la Convention du Mètre, créée le 20 mai 1875, en est le garant et décide de son évolution, tous les quatre ans, à Paris. Depuis sa création, le SI a évolué pour accompagner les progrès scientifiques et technologiques, notamment par une révision majeure en 2018, qui définit les sept unités de base à partir de constantes physiques fondamentales.
Le SI comprend un système cohérent d'unités de mesure commençant par sept unités de base, qui sont la seconde (symbole s, unité de temps), le mètre (m, longueur), le kilogramme (kg, masse), l'ampère (A, courant électrique), le kelvin (K, température thermodynamique), la mole (mol, quantité de matière) et la candela (cd, intensité lumineuse). Le système peut accueillir des unités cohérentes pour un nombre illimité de grandeurs supplémentaires. Celles-ci sont appelées unités dérivées cohérentes, qui peuvent toujours être représentées comme des produits de puissances des unités de base. Vingt-deux unités dérivées cohérentes ont reçu des noms et des symboles spéciaux. Les sept unités de base et les 22 unités dérivées cohérentes portant des noms et des symboles spéciaux peuvent être utilisées en combinaison pour exprimer d'autres unités dérivées cohérentes. Étant donné que les tailles des unités cohérentes ne conviennent qu'à certaines applications et pas à d'autres, le SI fournit 24 préfixes qui, ajoutés au nom et au symbole d'une unité cohérente, produisent 24 unités SI supplémentaires (non cohérentes) pour la même grandeur ; ces unités non cohérentes sont toujours des multiples et sous-multiples décimaux (c'est-à-dire des puissances de dix) de l'unité cohérente.
Devant la profusion des unités de poids et mesures existant dans tous les pays d'Europe au Moyen Âge, un mouvement se dessine dès le milieu du XVIe siècle pour trouver une mesure universelle au sens de « commune aux peuples européens ». Deux voies sont possibles, soit la longueur du pendule battant la seconde, soit un nouveau système décimal de mesure basé sur la circonférence de la Terre. Ce dernier l’emporte et la loi du 18 germinal an III (7 avril 1795) institue le système métrique décimal, s'appuyant sur l’unité de longueur, définie comme la dix-millionième partie du quart du méridien terrestre, et l’unité de masse, qui en est déduite comme celle d’un décimètre cube d’eau distillée. Une valeur provisoire est donnée au mètre, exprimée en toises, puis définitive en 1799, après la mesure d'un arc de méridien entre Dunkerque et Barcelone entreprise par Jean-Baptiste Delambre et Pierre Méchain, entre 1792 et 1799.
Le système métrique, bien que conçu par des savants, était essentiellement à l'usage du grand public. Des systèmes d'unités parallèles destinés à un usage scientifique se sont développés. Il s’agit d’abord de systèmes tridimensionnels, comme les systèmes CGS (en électricité), MKS (en mécanique) ou MTS en France. Des sous-systèmes sont ensuite apparus : CGS électrostatique (centimètre, gramme, seconde et franklin), CGS électromagnétique (centimètre, gramme, seconde et biot) ou MKSA de Giovanni Giorgi (mètre, kilogramme, seconde et ampère). En 1875, une conférence internationale se réunit à Paris, sanctionnée par la signature de la convention du Mètre qui crée un Bureau international des poids et mesures et permet la réalisation des prototypes internationaux des mètre et kilogramme, et accompagne les besoins des différentes branches scientifiques pour faire évoluer et converger les divers systèmes d’unités vers un système unifié et cohérent créé en 1960. Des unités sont redéfinies après 1960 pour tenir compte des différents progrès de la science. En 2018 intervient une refonte complète du système, où toutes les unités sont désormais exprimées en fonction des constantes fondamentales.

## Nomenclature du système international d'unités
Selon le Vocabulaire international de métrologie (VIM), le Système international d'unités est basé sur le Système international des grandeurs (ISQ, pour International System of Quantities) (longueur, masse, temps, courant électrique, température thermodynamique, quantité de matière et intensité lumineuse), leurs noms et symboles, y compris une série de préfixes, ainsi que les règles relatives à leur utilisation, adopté par la Conférence générale des poids et mesures (CGPM). Il comprend un ensemble d'unités de base, d'unités dérivées et de multiplicateurs à base décimale qui sont utilisés comme préfixes,. La Conférence générale des poids et mesures, rassemblant des délégués des États membres de la Convention du Mètre, décide de leur évolution et se réunit tous les quatre ans à Paris depuis 1971, hormis en 2014 où, de façon exceptionnelle, la 25e réunion de la CGPM a lieu trois ans après la 24e réunion (2011).
Le SI présente la particulité d’être composé, d’unités uniques qui peuvent être reproduites et réalisées partout dans le monde, de peu d'unités de base, distinctes et indépendantes et d’être cohérent, la combinaison des unités existantes produisant d'autres unités sans constantes.
La norme internationale ISO 80000-1:2009 décrit les unités du Système international et les recommandations pour l’emploi de leurs multiples et de certaines autres unités.

### Constantes fondamentales
Le Système international est défini à partir de sept constantes fondamentales choisies. À partir des valeurs fixées de ces sept constantes, exprimées en unités SI, il est possible de déduire toutes les unités du système. La valeur numérique de chacune des sept constantes définissant le SI n’a pas d’incertitude. Les sept constantes définissant le SI sont les suivantes.

| Nom de la constante                                                                              | Symbole                                 | Valeur numérique    | Unité  |
| ------------------------------------------------------------------------------------------------ | --------------------------------------- | ------------------- | ------ |
| Célérité de la lumière dans le vide                                                              | {\displaystyle c}                       | 299 792 458         | m s-1  |
| Fréquence de la transition hyperfine de l'état fondamental de l'atome de Césium 133 non perturbé | {\displaystyle \Delta \nu _{\text{Cs}}} | 9 192 631 770       | Hz     |
| Constante de Planck                                                                              | {\displaystyle h}                       | 6,62607015 x 10−34  | J s    |
| Charge élémentaire                                                                               | {\displaystyle e}                       | 1,602176634 x 10−19 | c      |
| Constante de Boltzmann                                                                           | {\displaystyle k_{\text{B}}}            | 1,380649 x 10−23    | J K-1  |
| Nombre d'Avogadro                                                                                | {\displaystyle N_{\text{A}}}            | 6,02214076 x 1023   | mol−1  |
| Efficacité lumineuse du rayonnement monochromatique de fréquence 540 × 1012 Hz                   | {\displaystyle K_{\mathrm {cd} }}       | 683                 | lm W-1 |

### Unités de base
Lors de la 26e CGPM (2018), le SI a été révisé. À compter du 20 mai 2019, le SI est le système d'unités dans lequel sept constantes physiques ont des valeurs fixes. Ces sept constantes fondamentales sont la fréquence de transition hyperfine du césium 133, la vitesse de la lumière dans le vide, la constante de Planck, la charge élémentaire, la constante de Boltzmann, la constante d'Avogadro et l'Efficacité lumineuse, telles que définies dans l'édition actuelle de la Brochure SI publiée par le Bureau international des poids et mesures (BIPM) et disponible sur le site web du BIPM. À partir de ces constantes et de leurs valeurs, et conformément à l'ISQ, les définitions des unités de base du SI sont déduites,, :

| Grandeur                    | Dimension (symbole)                 | Unité      | Symb. | Definition |
| --------------------------- | ----------------------------------- | ---------- | ----- | --- |
| Longueur                    | {\displaystyle {\mathsf {L}}}       | mètre      | m     | Elle est définie en prenant la valeur numérique fixe de la vitesse de la lumière dans le vide, c, égale à 299 792 458 m/s lorsqu'elle est exprimée en unité m.s-1 , où la seconde est définie en fonction de la fréquence du césium {\displaystyle \Delta \nu _{\mathrm {Cs} }} |
| Courant électrique          | {\displaystyle {\mathsf {I}}}       | ampère     | A     | Elle est définie en prenant comme valeur numérique fixe de la charge élémentaire, e, la valeur de 1,602176634 × 10-19 lorsqu'elle est exprimée en unité C, qui est égale à A s, où la seconde est définie en fonction de {\displaystyle \Delta \nu _{\mathrm {Cs} }} |
| Intensité lumineuse         | {\displaystyle {\mathsf {J}}}       | candela    | cd    | Elle est définie en prenant la valeur numérique fixe de l'efficacité lumineuse du rayonnement monochromatique de fréquence 540 × 1012 Hz, {\displaystyle K_{\mathrm {cd} }}, égale à 683 lorsqu'elle est exprimée en lm W-1 , qui est égale à cd sr W-1 , ou cd sr kg-1 m-2 s3 , où le kilogramme, le mètre et la seconde sont définis en fonction de h, c, et {\displaystyle \Delta \nu _{\mathrm {Cs} }} |
| Masse                       | {\displaystyle {\mathsf {M}}}       | kilogramme | kg    | Elle est définie en prenant la valeur numérique fixe de la constante de Planck, h, comme étant 6,626 070 15 × 10−34 lorsqu'elle est exprimée en J s, qui est égale à kg m2 s-1 , où le mètre et la seconde sont définis en fonction de c et {\displaystyle \Delta \nu _{\mathrm {Cs} }} |
| Quantité de matière         | {\displaystyle {\mathsf {N}}}       | mole       | mol   | Une mole contient exactement 6,022 140 76 × 1023 entités élémentaires. Ce nombre est la valeur numérique fixe de la constante d'Avogadro, NA, lorsqu'elle est exprimée en mol-1 et est appelé le nombre d'Avogadro |
| Température thermodynamique | {\displaystyle {\mathsf {\Theta }}} | kelvin     | K     | Elle est définie en prenant la valeur numérique fixe de la constante de Boltzmann k comme étant 1,380 649 × 10−23 lorsqu'elle est exprimée en J K-1, qui est égale à kg m2 s-2 K-1, où le kilogramme, le mètre et la seconde sont définis en fonction de h, c et {\displaystyle \Delta \nu _{\mathrm {Cs} }}                                                                                               |
| Temps                       | {\displaystyle {\mathsf {T}}}       | seconde    | s     | Elle est définie en prenant la valeur numérique fixe de la fréquence césium ΔνCs, la fréquence de transition hyperfine de l’état fondamental de l’atome de césium 133 non perturbé, {\displaystyle \Delta \nu _{\mathrm {Cs} }}, égale à 9 192 631 770 lorsqu'elle est exprimée en Hz, qui est égale à s-1                                                                                                 |

### Unités dérivées
Les unités dérivées dans le SI sont formées par les puissances, les produits ou les quotients des unités de base et sont potentiellement illimitées en nombre,. Les unités dérivées sont associées à des grandeurs dérivées ; par exemple, la vitesse est une grandeur dérivée des grandeurs de base du temps et de la longueur, et l'unité SI dérivée est donc le mètre par seconde (symbole m/s). Les dimensions des unités dérivées peuvent être exprimées en fonction des dimensions des unités de base.
Des combinaisons d'unités de base et d'unités dérivées peuvent être utilisées pour exprimer d'autres unités dérivées. Par exemple, l'unité SI de force étant le newton (N) et celle d'énergie le joule (J), l'unité SI de pression, le pascal (Pa), est identique au newton par mètre carré (N/m2) et au joule par mètre cube (J/m3).

| Nom           | Symbole | Grandeur                                          | En unité SI    | Alternative |
| ------------- | ------- | ------------------------------------------------- | -------------- | ----------- |
| radian        | rad     | angle                                             | m/m            | 1           |
| stéradian     | sr      | angle solide                                      | m2/m2          | 1           |
| hertz         | Hz      | fréquence                                         | s−1            |             |
| newton        | N       | force, poids                                      | kg m s−2       |             |
| pascal        | Pa      | pression, contrainte                              | kg m−1 s−2     | N/m2        |
| joule         | J       | énergie, travail                                  | kg m2 s−2      | N m = Pa m3 |
| watt          | W       | puissance, flux énergétique                       | kg m2 s−3      | J/s         |
| coulomb       | C       | charge électrique                                 | s A            |             |
| volt          | V       | potentiel électrique (tension électrique), f.é.m. | kg m2 s−3 A−1  | W/A = J/C   |
| farad         | F       | capacité électrique                               | kg−1 m−2 s4 A2 | C/V         |
| ohm           | Ω       | résistance, impédance, réactance                  | kg m2 s−3 A−2  | V/A         |
| siemens       | S       | conductance électrique                            | kg−1 m−2 s3 A2 | Ω−1         |
| weber         | Wb      | flux magnétique                                   | kg m2 s−2 A−1  | V s         |
| tesla         | T       | induction magnétique                              | kg s−2 A−1     | Wb/m2       |
| henry         | H       | inductance                                        | kg m2 s−2 A−2  | Wb/A        |
| degré Celsius | °C      | température Celsius                               | K              |             |
| lumen         | lm      | flux lumineux                                     | cd sr          | cd sr       |
| lux           | lx      | éclairement lumineux                              | cd sr m−2      | lm/m2       |
| becquerel     | Bq      | radioactivité (désintégrations par seconde)       | s−1            |             |
| gray          | Gy      | dose absorbée (de rayonnement ionisant)           | m2 s−2         | J/kg        |
| sievert       | Sv      | dose équivalente (de rayonnement ionisant)        | m2 s−2         | J/kg        |
| katal         | kat     | catalyse                                          | mol s−1        |             |
| Notes 1. 2.   |         |                                                   |                |             |

### Préfixes
Des préfixes officiels permettent de désigner les unités multiples et sous-multiples d'une unité. Par exemple, le sous-multiple du mètre valant 0,01 m est appelé centimètre (symbole cm) puisque le préfixe correspondant à 10−2 est centi-.
| Préfixe | Préfixe | Préfixe | Nombre correspondant | Nombre correspondant | Nombre correspondant                      | Nombre correspondant | Nombre correspondant |
| Nom     | Symbole | Date    | Puissance            | Puissance            | Notation décimale                         | Nom du nombre        | Nom du nombre        |
| Nom     | Symbole | Date    | de 10                | de 1 000             | Notation décimale                         | Échelle longue       | Échelle courte       |
| ------- | ------- | ------- | -------------------- | -------------------- | ----------------------------------------- | -------------------- | -------------------- |
| Quetta  | Q       | 2022    | 1030                 | 1 00010              | 1 000 000 000 000 000 000 000 000 000 000 | Quintillion          | Nonillion            |
| Ronna   | R       | 2022    | 1027                 | 1 0009               | 1 000 000 000 000 000 000 000 000 000     | Quadrilliard         | Octillion            |
| Yotta   | Y       | 1991    | 1024                 | 1 0008               | 1 000 000 000 000 000 000 000 000         | Quadrillion          | Septillion           |
| Zetta   | Z       | 1991    | 1021                 | 1 0007               | 1 000 000 000 000 000 000 000             | Trilliard            | Sextillion           |
| Exa     | E       | 1975    | 1018                 | 1 0006               | 1 000 000 000 000 000 000                 | Trillion             | Quintillion          |
| Péta    | P       | 1975    | 1015                 | 1 0005               | 1 000 000 000 000 000                     | Billiard             | Quadrillion          |
| Téra    | T       | 1960    | 1012                 | 1 0004               | 1 000 000 000 000                         | Billion              | Trillion             |
| Giga    | G       | 1960    | 109                  | 1 0003               | 1 000 000 000                             | Milliard             | Billion              |
| Méga    | M       | 1960    | 106                  | 1 0002               | 1 000 000                                 | Million              | Million              |
| Kilo    | k       | 1795    | 103                  | 1 0001               | 1 000                                     | Millier              | Millier              |
| Hecto   | h       | 1795    | 102                  | 1 0002/3             | 100                                       | Centaine             | Centaine             |
| Déca    | da      | 1795    | 101                  | 1 0001/3             | 10                                        | Dizaine              | Dizaine              |
| (aucun) | —       | —       | 100                  | 1 0000               | 1                                         | Unité                | Unité                |
| Déci    | d       | 1795    | 10−1                 | 1 000−1/3            | 0,1                                       | Dixième              | Dixième              |
| Centi   | c       | 1795    | 10−2                 | 1 000−2/3            | 0,01                                      | Centième             | Centième             |
| Milli   | m       | 1795    | 10−3                 | 1 000−1              | 0,001                                     | Millième             | Millième             |
| Micro   | µ       | 1960    | 10−6                 | 1 000−2              | 0,000 001                                 | Millionième          | Millionième          |
| Nano    | n       | 1960    | 10−9                 | 1 000−3              | 0,000 000 001                             | Milliardième         | Billionième          |
| Pico    | p       | 1960    | 10−12                | 1 000−4              | 0,000 000 000 001                         | Billionième          | Trillionième         |
| Femto   | f       | 1964    | 10−15                | 1 000−5              | 0,000 000 000 000 001                     | Billiardième         | Quadrillionième      |
| Atto    | a       | 1964    | 10−18                | 1 000−6              | 0,000 000 000 000 000 001                 | Trillionième         | Quintillionième      |
| Zepto   | z       | 1991    | 10−21                | 1 000−7              | 0,000 000 000 000 000 000 001             | Trilliardième        | Sextillionième       |
| Yocto   | y       | 1991    | 10−24                | 1 000−8              | 0,000 000 000 000 000 000 000 001         | Quadrillionième      | Septillionième       |
| Ronto   | r       | 2022    | 10−27                | 1 000−9              | 0,000 000 000 000 000 000 000 000 001     | Quadrilliardième     | Octillionième        |
| Quecto  | q       | 2022    | 10−30                | 1 000−10             | 0,000 000 000 000 000 000 000 000 000 001 | Quintillionième      | Nonillionième        |

### Unités hors SI acceptées pour être utilisées avec le SI
Le SI fournit la référence internationalement reconnue à partir de laquelle toutes les autres unités sont définies. Les unités SI cohérentes présentent l'avantage important de ne pas nécessiter de conversion lorsque des valeurs particulières sont insérées dans des équations de grandeurs. Il est toutefois reconnu que certaines unités hors SI sont largement utilisées et devraient continuer à l'être pendant de nombreuses années. Par conséquent, le CIPM a accepté certaines unités non SI pour être utilisées avec le SI.

| Grandeur                         | Nom de l'unité     | Symbole de l'unité | Valeur en unités SI                  |
| -------------------------------- | ------------------ | ------------------ | ------------------------------------ |
| Temps                            | minute             | min                | 1 min = 60 s                         |
| Temps                            | heure              | h                  | 1 h = 60 min = 3 600 s               |
| Temps                            | jour               | d                  | 1 d = 24 h = 86 400 s                |
| Longueur plane et angle de phase | unité astronomique | au                 | 1 au = 149 597 870 700 m             |
| Longueur plane et angle de phase | degré              | O                  | 1°= (π/180) rad                      |
| Longueur plane et angle de phase | minute             | f                  | 1' = (1/60)° = (π//10 800) rad       |
| Longueur plane et angle de phase | seconde            | U                  | 1" = (1/60)'= (π/648 000) rad        |
| Surface                          | hectare            | ha                 | 1 ha = 1 hm2 = 104 m2                |
| Volume                           | litre              | L                  | 1 L = 1 dm3 = 103 cm3 = 10-3 m3      |
| Masse                            | tonne métrique     | t                  | 1 t = 103 kg                         |
| Masse                            | dalton             | Da                 | 1 Da = 1.660 539 040 (20) x 10-27 kg |
| Énergie                          | électronvolt       | eV                 | 1 eV = 1.602 176 634 x 10-19 J       |
| Grandeurs logarithmiques         | néper              | Np                 |                                      |
| Grandeurs logarithmiques         | bel                | B                  |                                      |
| Grandeurs logarithmiques         | decibel            | dB                 |                                      |

Il existe de nombreuses autres unités hors SI, qui présentent un intérêt historique ou qui sont encore utilisées dans des domaines spécifiques (par exemple, le baril de pétrole) ou dans certains pays (le pouce, le pied et le yard). Le CIPM ne voit aucune raison de continuer à utiliser ces unités dans les travaux scientifiques et techniques modernes. Cependant, il est clairement important de pouvoir rappeler la relation entre ces unités et les unités SI correspondantes, et cela restera vrai pendant de nombreuses années.

### Règles orthographiques et typographiques
Les principes de l'écriture des nombres, des grandeurs, des unités et des symboles forment ce que l'on peut appeler la « grammaire » du Système international d'unités. Les références normatives sont le Bureau international des poids et mesures, la norme internationale ISO 80000-1:2009 et, en France, le fascicule de documentation de l'AFNOR : FD X 02-003 de mai 2013.
Les unités ne peuvent être désignées que par leur nom (pouvant varier d'une langue à une autre) ou par leur symbole (international, indépendant de la langue). Il ne faut pas mélanger les symboles et les noms des unités. On écrit, correctement, « newton par kilogramme » ou « N/kg » mais jamais « newton par kg », « newton/kg », « newton/kilogramme », ni « km/heure ». Sont prohibées les abréviations telles que « sec » pour la seconde (s), « mn » pour la minute (min) ou « cc » pour le centimètre cube (cm3).
Le nom des unités écrit en entier est un nom commun : même si l'unité dérive d'un nom propre, la première lettre du nom d'une unité est donc toujours une minuscule (contrairement à son symbole) ; en toutes lettres, le nom d'une unité prend la marque du pluriel. On écrit ainsi « trois ampères », « deux teslas ».
Note : contrairement au cas du kelvin, le nom du degré Celsius (°C) est composé, c'est alors la première lettre du mot « degré » qui prend la minuscule et la marque du pluriel. On écrit ainsi « deux degrés Celsius ».
Les symboles des unités (mais pas leurs noms) commencent quant à eux par une majuscule si le nom de l'unité provient d'un nom propre, et une minuscule dans le cas contraire,. Ainsi, on peut comparer les symboles du pascal (Pa) et de la seconde (s). La seule exception à cette règle est le symbole du litre, qui peut s'écrire au choix « l » ou « L », pour éviter les confusions avec le chiffre 1 ou la lettre i majuscule (I) selon les polices de caractères utilisées. Les symboles des unités sont toujours écrits en caractères romains quelle que soit la police du texte où ils figurent : ils ne sont pas mis en italique ; ils sont grammaticalement invariables et ne sont pas suivis d'un point (sauf nécessité typographique, par exemple en fin de phrase).
Toutes les unités, toujours à droite de la valeur, sont par convention séparées de la valeur par une espace insécable, exceptions faites des symboles des unités sexagésimales d'angle, par exemple : 40° 16′ 25″ (symboles prime ′ pour les minutes et double prime ″ pour les secondes) et des degrés d'alcool, par exemple : alcool à 90°). Ainsi, on écrit « 30 cm » mais pas « 30cm » ; de même, on écrit « 30,2 °C » mais pas « 30,2°C » ni « 30,2 ° C », le symbole °C étant composé du « ° » et du « C » qui sont, eux deux, indissociables.
Les notations de la division et de la multiplication s'appliquent aux symboles des unités dérivées. Ainsi on peut écrire le symbole du mètre par seconde m⋅s-1 ou m/s et celui du kilowatt-heure kWh ou kW⋅h. Lorsque deux unités sont multipliées, on utilise, entre les symboles, un point à mi-hauteur centré [⋅] ou une espace, pour distinguer certains préfixes de symboles d'unités. En ce qui concerne la division, tout ce qui est affecté d'un exposant négatif est énoncé à la suite de la barre oblique ou du mot « par » : ainsi, l'unité SI de vitesse est le mètre par seconde (m/s), la forme « mètre seconde » étant incorrecte (elle désignerait le produit d'une distance par une durée). Pour éviter les notations ambiguës, on n'utilise jamais plus d'une barre oblique dans le symbole d'une unité (A/m/s, qui correspond à l'ampère par mètre par seconde, A⋅m-1⋅s-1, pourrait être pris pour A/(m/s), qui correspond à l'ampère seconde par mètre, A⋅s⋅m-1 ou A⋅s/m). Ainsi la conductivité thermique s'exprime par le watt mètre par mètre carré kelvin, W ⋅ m/(m2 ⋅ K), ou par le watt par mètre kelvin, W/(m ⋅ K).
En cas de produit d'unités, on utilise dans le nom de l'unité dérivée un tiret ou une espace. Ainsi, les bonnes orthographes de l'unité dont le symbole est kWh sont « kilowatt-heure » et « kilowatt heure ». Dans ces deux cas, chacun des noms d'unités prend la marque du pluriel : kilowatts-heures ou kilowatts heures. En l'absence de trait d'union ou d'espace, seul le deuxième nom d'unité prend la marque du pluriel : wattheures, voltampères. Quand une même unité entre plusieurs fois dans un produit, on peut l'énoncer en faisant suivre son nom, selon le cas, des adjectifs « carré », « cube » ou « bicarré », ou des expressions « au carré », « au cube » ou « à la puissance n » : 
- mètre carré, symbole m2 ; pluriel : mètres carrés ;
- mètre cube, symbole m3 ; pluriel : mètres cubes ;
- mètre par seconde au carré, symbole m/s2 ;
- seconde à la puissance moins un, symbole s−1.

Aucune adjonction au symbole d'une unité pour donner une information concernant la nature particulière de la grandeur ou le contexte de mesurage considéré n'est permise : Ueff = 500 V et non U = 500 Veff (« tension efficace exprimée en volts » et non « volts efficaces »). De même, l'appellation « mètre linéaire » ne doit pas être employée, l'adjectif « linéaire » n'apportant aucune notion supplémentaire à l'unité.
Pour former les noms des unités multiples et sous-multiples, des préfixes du Système international sont simplement accolés (sans espace ni tiret) à gauche de l'unité, toujours sans mélanger les symboles (entités mathématiques) et les noms des unités et préfixes : kilomètre (ou km), milliseconde (ou ms). On ne peut pas accoler plusieurs préfixes à une unité (nanomètre mais pas millimicromètre). Ainsi, même si le décanewton (daN) est une unité correcte (qui traduit approximativement l'ancien kilogramme-force), le kilodécanewton (kdaN, qui traduirait la tonne-force) ne l'est pas. De même, un hectopascal (hPa) est un multiple correct de l'unité dérivée, le pascal, mais le kilohectopascal (khPa, qui correspond sensiblement à une pression d'une atmosphère) ne l'est pas.
Note : dans le cas du kilogramme, unité de base qui pour des raisons historiques comporte dans son nom le préfixe « kilo », les multiples et sous-multiples restent formés sur le gramme.

## Unités et systèmes d'unités antérieurs au système international

### Unités pré-métriques (XVIIeauXVIIIesiècle)
Devant la profusion des unités de poids et mesures existant dans tous les pays d'Europe au Moyen Âge, un mouvement se dessine dès le milieu du XVIe siècle pour trouver une mesure universelle au sens de « commune aux peuples européens ». Deux voies sont possibles : le chemin de la nature, à savoir un lien avec la terre, et par ailleurs le chemin du calcul, c’est-à-dire celui d’un pendule.
Le Néerlandais Isaac Beeckman en 1631, puis les Britanniques Christopher Wren en 1664 et John Wilkins en 1668, l’abbé Picard en France en 1669, l'Italien Tito Livio Burattini en 1675, mais aussi La Condamine en 1747 et Nicolas de Condorcet en 1774 sont, chronologiquement, les premiers à proposer de choisir comme unité universelle la longueur du pendule battant la seconde.
L'abbé Gabriel Mouton, un astronome né à Lyon, publie en 1670 l'ouvrage Observationes diametrorum solis et lunae apparentium, dans lequel il suggère qu'un nouveau système décimal de mesure pourrait être basé sur la circonférence de la Terre, calculée par Giovanni Battista Riccioli (1598-1671) de Bologne comme étant d'environ 32 512 000 pas romains (environ 48 118 km). Le méridien terrestre, et plus largement la terre, a fait l'objet de mesure depuis très longtemps : Eratosthène (III B.C.), Al-Ma'mūn (820), Jean Fernel (1525), Willebrord Snell (1617), Norwood (1635), Picard (1670), J. Cassini (1718), Lacaille et Cassini de Thury (1740).

### Système métrique (1795-1960)

#### Création du système métrique dans la France révolutionnaire
Le 9 mars 1790, Talleyrand, conseillé par Condorcet, propose à l'Assemblée nationale constituante un « Mémoire sur la nécessité de rendre uniformes dans tout le Royaume, toutes les mesures d’étendue et de pesanteur ». L’idée est de définir de nouvelles unités qui soient universelles. Un décret d'août 1793 définit le mètre provisoire, avec échelle décimale, ainsi que les noms des nouvelles unités : milliaire, cade, pinte, bar et grave; des étalons provisoires devront être envoyés dans les départements. La loi du 18 germinal an III (7 avril 1795) institue le système métrique décimal, s'appuyant sur l’unité de longueur, définie comme la dix-millionième partie du quart du méridien terrestre, et l’unité de masse qui en est déduite, comme celle d’un décimètre cube d’eau distillée. Une valeur provisoire est donnée au mètre, exprimée en toises, puis définitive en 1799, après la mesure d'un arc de méridien entre Dunkerque et Barcelone entreprise par Jean-Baptiste Delambre et Pierre Méchain, pendant près de sept ans entre 1792 et 1799. La loi fixe la longueur du mètre à 0,513074 toise de Paris, et des prototypes en platine, fabriqués à partir de mousse de platine agglomérée, sont adoptés en juin 1799. Des copies sont ensuite diffusées dans les départements français.

#### Avatars des débuts du système métrique en France (1800-1875)
Au début du XIX
e siècle, l’usage des nouvelles mesures s’est en fait peu répandu dans la population, qui continue à utiliser les anciennes mesures jusque sous la monarchie de Juillet. Ken Alder a tenté de comprendre les raisons pour lesquelles les artisans et les commerçants français n'ont pas adopté les mesures qui, après tout, avaient été conçues en réponse aux plaintes de ce même groupe concernant les anciennes unités. Il affirme que les réformes que les citoyens français ont reçues n'étaient pas celles qu'ils avaient demandées. L'uniformité des poids et mesures était leur principale revendication. Les savants ont en fait ajouté plusieurs aspects à cette demande, notamment le choix d'un étalon issu de la nature, la mise en relation des unités, la décimalisation des divisions et des multiples et l'invention d'une nomenclature systématique sont des aspects de la réforme qui séduisent les savants.

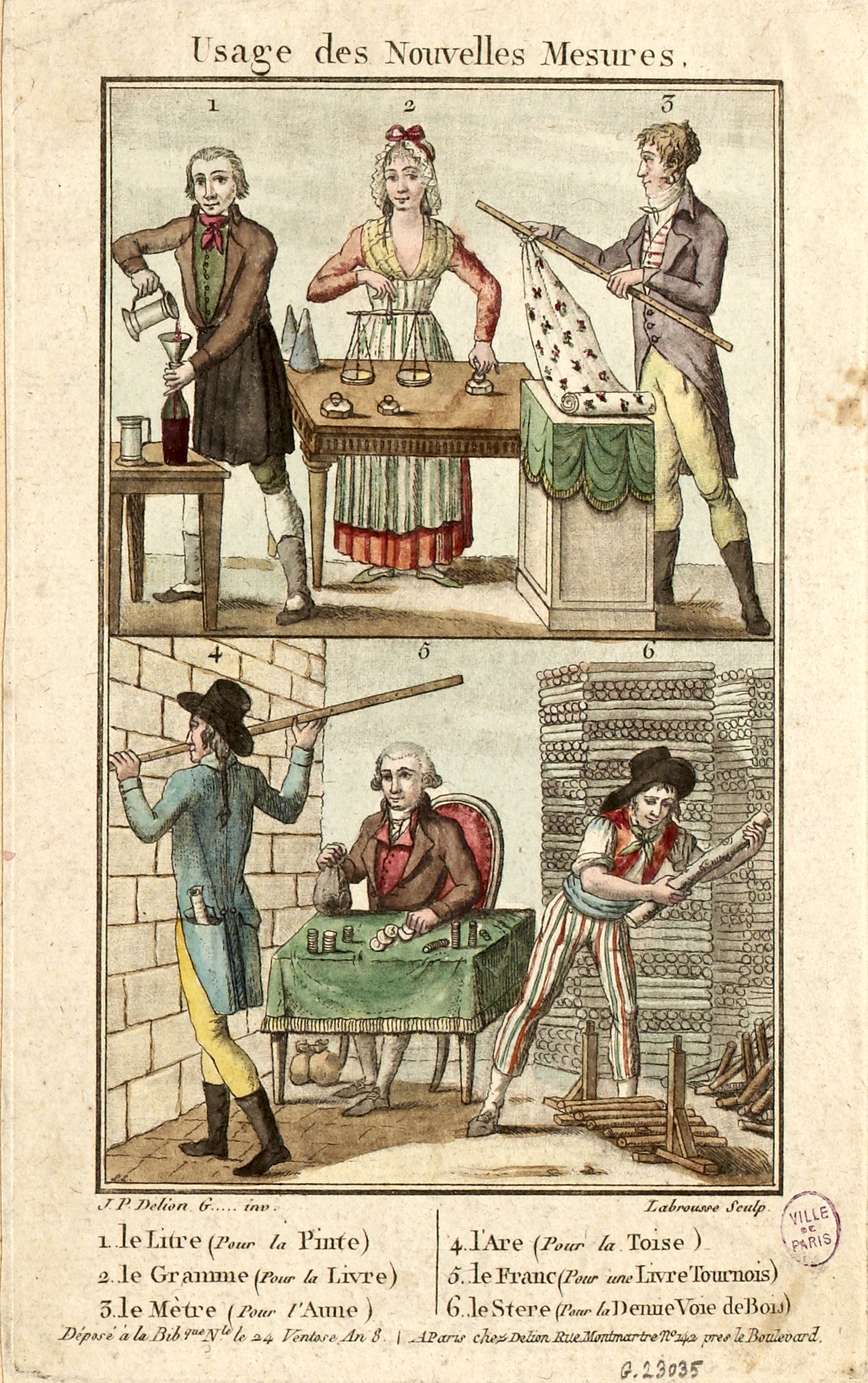
Usage des nouvelles mesures (1800).

Différentes décisions contribuent à la confusion. D'abord des noms « français », issus de traductions, sont à nouveau autorisés avec l’arrêté du 13 brumaire an IX. Puis, par décret impérial du 12 février 1812, Napoléon Ier introduit un nouveau système de mesure, les « mesures usuelles », à utiliser dans le petit commerce de détail : la toise, l'aune, le litre, le boisseau et la livre. Cependant, les unités métriques sont réinstaurées par la loi du 4 juillet 1837, qui rend obligatoire le système métrique décimal en France à partir de janvier 1840 et institue des sanctions pour l'utilisation d'autres poids et mesures.

#### Internationalisation du système métrique (1875-1960)
Par la suite, le système s'étend au-delà des frontières de la France. Le Royaume-Uni des Pays-Bas, qui englobait la Belgique et le Luxembourg ainsi que les Pays-Bas actuels, fait partie intégrante de la République française en 1795 et adopte donc le système métrique décimal introduit par la loi du 18 germinal an III (7 avril 1795), mais aussi le retour des anciens noms de mesure en 1800 et le retrait du nouveau système en 1812. Et pourtant, après la défaite de Napoléon à Waterloo, le système métrique est réhabilité en 1816 par Guillaume Ier, grand défenseur de l'extension du commerce, et rendu obligatoire le 21 août 1816 avec application au 1er janvier 1820, donc bien avant la France elle-même qui ne le rend obligatoire qu'en 1837, avec application au 1er janvier 1840,,.
Le système métrique devient même légal, mais non obligatoire, aux États-Unis en 1866. Cependant, le principal tremplin pour son internationalisation est la réunion de la Commission internationale du Mètre à Paris du 8 au 13 août 1872. Le traité connu sous le nom de « Convention du Mètre » (Convention métrique internationale) est signé le 20 mai 1875 par une assemblée de représentants de 17 pays, dont les États-Unis. Il a institué la Conférence générale des poids et mesures (CGPM) et le Bureau international des poids et mesures (BIPM), l'organisation intergouvernementale garante de l'évolution et de la diffusion du système métrique. Le siège du Bureau international, entretenu par tous les membres nationaux, a été établi au pavillon de Breteuil, à Sèvres, près de Paris, en considération du rôle de la France en tant que berceau du système métrique. La première Conférence générale des poids et mesures (1re CGPM), qui s'est tenue en 1889, a organisé la distribution de copies du prototype international du mètre aux 21 États membres de la Convention métrique internationale. Les exemplaires du nouveau prototype standard appelé « mètre international » sont fabriqués à partir d'un alliage de platine et d'iridium. Les étalons secondaires sont des prototypes sous forme de barres de section transversale en X et de 2 cm de côté. Aux deux unités de base (mètre et kilogramme) viennent s'ajouter les unités d'autres grandeurs physiques : le temps dans les années 1940, puis la température, l'intensité de courant et l'intensité lumineuse dans le cadre de la préparation du système international d'unités qui est adopté en 1960.

### Systèmes d'unités tridimensionnels utilisant le mètre
Le système métrique, bien que conçu par des savants, était essentiellement à l'usage du grand public, pour la foire et les marchés. Pour un usage scientifique, il fallait retenir d'autres grandeurs fondamentales, c'est pourquoi des systèmes parallèles se sont développés. Le choix s’est d’abord porté sur la masse, la longueur et le temps, dont on a besoin en mécanique classique, puis l’intensité de courant électrique, la température, la quantité de matière et l’intensité lumineuse qui, en principe, ne peuvent être ramenées aux grandeurs précédentes.

#### Système CGS (centimètre, gramme, seconde)
En 1872, un comité de la British Association for the Advancement of Science (BAAS) propose un système cohérent tridimensionnel, influencé par James Clerk Maxwell, basé sur les centimètres, les grammes et les secondes. Il est officiellement introduit en 1874 et étendu la même année par les physiciens britanniques James Clerk Maxwell et William Thomson, avec un ensemble d'unités électromagnétiques.
Il est immédiatement adopté par de nombreux scientifiques en activité dans le monde entier. Ce système est officiellement adopté par le premier Congrès international d'électricité réuni à Paris en 1881. Il se décompose en deux systèmes : celui des unités électrostatiques et celui des unités électromagnétiques,,Aux États-Unis, il est généralement abrégé en c.g.s., tandis que dans le reste du monde, il est appelé CGS. Depuis 1960, date à laquelle la CGPM a adopté le SI, le CGS est devenu plus rarement utilisé dans les revues et les manuels scientifiques.

#### Système de Gauss (millimètre, centigramme, seconde)
Gauss avait proposé dès 1832 un système d'unités dans le domaine de l’électricité fondé sur le millimètre, le centigramme et la seconde. En 1851, le physicien allemand Wilhelm Weber  propose un système similaire, avec comme unités de base le centimètre, le milligramme et la seconde.

#### Système MKS (mètre - kilogramme-force - seconde)
L'ancien système d'unités désigné par les abréviations internationales MKpS, MKfS ou MKS (dérivées des titres français mètre -  kilogramme-poids - seconde ou mètre - kilogramme-force - seconde) était en fait intitulé « Système des Mécaniciens ». Il était basé sur trois unités fondamentales, le mètre, la seconde et une unité de poids, le kilogramme-force. Il présentait l'inconvénient majeur d'être dépendant de l'accélération due à la gravité g, qui varie selon les endroits de la Terre, de sorte qu'il était impossible de donner une définition générale à cette unité. De plus, en raison de l'absence d'unité de masse, il était difficile, voire impossible, de faire la distinction entre le poids ou la force et la masse. En outre, les unités mécaniques n'étaient pas cohérentes entre elles, comme par exemple l'unité de puissance, le cheval-vapeur, qui est égale à 75 kg.s-1. Enfin, il n'y avait aucun lien avec les unités magnétiques, électriques ou thermodynamiques.

#### Système MTS français (mètre - tonne - seconde)
Le système MTS français était basé sur le mètre, la tonne métrique et la seconde, et était en fait le seul système légal utilisé en France entre 1919 et 1961, date à laquelle les unités SI ont été officiellement adoptées. Plusieurs unités dérivées portant des noms spéciaux étaient basées sur ces trois unités fondamentales, par exemple le sthène (sn) pour la force ou le poids, et le piez (pz) pour la pression. Comme le système MKpS, il n'avait aucun lien avec les unités électriques, magnétiques ou thermodynamiques.

### Systèmes à quatre unités

#### Système CGS électrostatique (centimètre, gramme, seconde et franklin)
Dans le système CGS-ues, (CGS-unités électrostatiques, esu en anglais) les unités sont déterminées à partir de la constante a qui intervient dans les équations de Maxwell et dans la loi de Coulomb. En prenant a = 1, la loi de Coulomb conduit à la définition de l’unité de base du système CGS-ues, le statcoulomb, encore appelé esu coulomb ou Franklin, qui représente la charge qui exerce dans le vide sur une même charge, à une distance d’un centimètre, une force d’un dyne. Dans le système CGS-ues, toutes les unités électromagnétiques sont préfixées par le préfixe stat ou le radical esu,,.

#### Système CGS électromagnétique (centimètre, gramme, seconde et biot)
Dans le système CGS-uem (CGS-unités électromagnétiques, emu en anglais), la constante 0 qui intervient dans la loi de Biot et Savart est prise égale à l’unité. Dans ces conditions, l’expression de la force qui agit entre deux conducteurs parallèles rectilignes  conduit à la définition du biot ou abampère, unité fondamentale du système CGS électromagnétique. Le biot est l'intensité du courant qui circule dans deux conducteurs rectilignes, parallèles, de longueur infinie, de section négligeable, placés à un centimètre l’un de l’autre, dans le vide, et qui produit entre ces deux conducteurs, une force d’un dyne pour chaque centimètre de longueur.

#### Système MKSA de Giorgi (mètre, kilogramme, seconde et Ampère)
En 1904, le physicien italien Giovanni Giorgi propose un système basé sur cinq unités fondamentales. Il est adopté par la CEI entre 1935 et 1950. Les unités de longueur devaient être le mètre étalon conservé à Sèvres, l'unité de masse le kilogramme étalon, l'unité de temps la seconde, plus deux nouvelles unités de base, l'ampère pour l'intensité du courant électrique et la perméabilité magnétique du vide, définie comme {\displaystyle \mu _{0}=4\pi \times 10^{-7}} kg m A−2 s−2. Ce lien signifiait que toutes les unités du système pouvaient être utilisées dans des contextes électromagnétiques ou électrostatiques. L'introduction du facteur {\displaystyle 4\pi } dans l'expression de la perméabilité magnétique du vide permettait de rationaliser toutes les unités. Ainsi, un facteur de {\displaystyle 2\pi } s'appliquait lorsqu'un système présentait une symétrie cylindrique, et un facteur de {\displaystyle 4\pi } lorsqu'il présentait une symétrie sphérique. Le système Giorgi n'est devenu courant en génie électrique qu'à partir de 1948. À cette époque, la 9e CGPM a adopté la définition moderne de l'ampère. Le système MKSA est donc le précurseur du SI, et c'est peut-être pour cette raison qu'il subsiste une certaine confusion entre les deux systèmes chez certains scientifiques et ingénieurs. Dans sa brochure de 2019 décrivant le système international d'unités, le BIPM considère qu'il s'agit d'un système quadri-dimensionnel, ne retenant pas la perméabilité magnétique du vide come unité de base, mais uniquement mètre, kilogramme, seconde et Ampère.

#### Système MSAO ou système OASM (mètre, seconde, ampère, ohm)
Ce système a été proposé par M. Tarbouriech en 1945. La seconde est égale à 1/86 400 du jour solaire moyen. L'ampère et l'ohm sont les mêmes que ceux définis par BASS en 1881.

### Système d'unités impériales et système FPS, utilisant le pied
Le système d'unités impériales, également connu sous le nom de British Imperial est le système d'unités défini pour la première fois dans le British Weights and Measures Act 1824 et a continué à être développé par Weights and Measures Acts and amendments. Les unités impériales ont remplacé les Winchester Standards, qui étaient en vigueur de 1588 à 1825. Le système est entré en service officiel dans tout l'Empire britannique en 1826.
Parallèlement au développement du système CGS, est apparu ce qui était considéré comme son équivalent impérial, le système pied-livre-seconde, proposé par W. Stroud en 1880 et parfois appelé système Stroud en sa mémoire. Il a été très largement utilisé dans toutes les branches de l'ingénierie, et la plupart des articles techniques rédigés en Grande-Bretagne, aux États-Unis et dans d'autres régions anglophones avant 1960 environ utilisaient ces unités, même si les articles scientifiques avaient tendance à utiliser les unités cgs. Sa popularité en ingénierie était due non seulement à l'utilisation des unités impériales comme base, mais aussi au fait que la livre et le pied étaient considérés comme plus pratiques pour les ingénieurs que le centimètre et le gramme, trop petits, et le mètre et le kilogramme, trop grands. Bien qu'il s'agisse, à proprement parler, d'un système non décimal, cela n'avait aucune importance sur le plan technique, car les quantités pouvaient être exprimées en décimales de pieds, de livres, etc., de sorte que la critique de la complexité des calculs généralement adressée au système impérial ne s'appliquait pas nécessairement.

## Évolution du système international (1960-)

### Création du SI fondé sur 6 unités de base (1960)
La 11e Conférence générale des poids et mesures (CGPM), en 1960, par sa Resolution 12 adopte le nom Système International d'unités, avec l'abreviation internationale SI, pour ce systeme pratique de six unites de mesure et donne des règles pour les prefixes, les unites derivées et les unités supplementaires et d'autres indications, etablissant ainsi une reglementation d'ensemble pour les unites de mesure.

### Évolution des unités (1960-2018)

#### Mètre (unité de longueur)
Lors de sa 11e réunion (1960) le mètre est redéfini par rapport à la longueur d’onde d’une radiation correspondant à une transition particulière du krypton 86, afin d’améliorer l’exactitude de la réalisation de la définition du mètre. Cette réalisation est effectuée au moyen d’un interféromètre et d’un microscope mobile en translation utilisés pour mesurer la variation des trajets optiques par comptage de franges. Cette définition est remplacée en 1983 par la CGPM à sa 17e réunion par une définition fondée sur la longueur du trajet parcouru dans le vide par la lumière dans un intervalle de temps spécifique. Le prototype international du mètre originel, qui avait été approuvé par la CGPM à sa 1ère réunion en 1889, est toujours conservé au BIPM dans les conditions fixées en 1889.

#### Kilogramme (unité de masse)
La définition du kilogramme n'évolue pas entre 1960 et 2018. sa définition reste celle de 1889, à savoir que l’unité de masse était simplement égale à la masse du prototype international du kilogramme, un artéfact fabriqué en platine iridié et conservé dans le pavillon de Breteuil à Saint-Cloud.

Dérive au cours du temps de la masse des prototypes nationaux (K21 à K40) et deux des copies du prototype international (K32 et K8(41)). Toutes ces mesures sont relatives : aucune donnée ne permet de déterminer si l'un des prototypes est plus stable par rapport à un invariant de la nature. Il est possible que tous les prototypes aient gagné de la masse au cours du siècle écoulé, mais que K21, K35, K40 et l'IPK en aient simplement gagné moins.

Lors de la 1re CGPM en 1889, l'IPK (International Prototype of the Kilogram), un artefact en platine iridié, est défini comme l'étalon de l'unité de masse, et environ 40 copies nationales sont usinées et polies afin d'avoir une masse très proche de celle du prototype international,,. Lors de la deuxième vérification des prototypes nationaux qui s’est déroulée entre 1946 et 1953, il a été constaté que les masses de ces prototypes s'écartaient en moyenne de celle du prototype international. Cela est confirmé par la troisième vérification effectuée de 1989 à 1992, la différence médiane étant d'environ 25 microgrammes pour l'ensemble des prototypes originaux approuvés par la 1ère CGPM (1889). Une nouvelle vérification sur six prototypes est entreprise en 2014 et montre de nouvelles anomalies. Un décalage de 35 µg par rapport à l'IPK est trouvé.
Pour s'affranchir des ces anomalies et afin d'assurer la stabilité à long terme de l'unité de masse, de tirer pleinement parti des étalons électriques quantiques et d'être plus utile à la science moderne, l'idée de recourir à un étalon matérialisé est abandonnée. Afin de remplacer le dernier artéfact en usage, une variété de techniques et d'approches très diverses ont été considérées et explorées. Certaines sont fondées sur des équipements et procédures permettant la production à la demande de nouveaux prototypes (moyennant toutefois un effort considérable), à l'aide de techniques de mesure et de propriétés de matériaux basées au bout du compte sur des constantes fondamentales. D'autres font usage d'appareils mesurant l'accélération ou le poids de masses test, exprimant leur magnitude en termes électriques permettant là encore de remonter à des constantes fondamentales. Une nouvelle définition du kilogramme basée sur la valeur d'une constante fondamentale, la constante de Planck h, est adoptée par la résolution 1 de la 26e CGPM (2018). Il est en effet établi lors de cette réunion que la balance de Kibble permet de compenser la force exercée par la gravité sur une masse par une force électrique. L’équation de Kibble compare le watt mécanique et le watt électrique (produit de la tension et du courant), ce qui permet d’établir un lien entre la masse macroscopique m et la constante de Planck h en mesurant les grandeurs électriques à l’aide d’étalons quantiques,,.

#### Seconde (unité de temps)
Pour donner plus de précision à la définition de l’unité de temps, la CGPM à sa 11e réunion (1960) approuve une définition, donnée par l’Union astronomique internationale, qui était fondée sur l’année tropique 1900. Cependant, les recherches expérimentales avaient déjà montré qu’un étalon atomique de temps, fondé sur une transition entre deux niveaux d’énergie d’un atome ou d’une molécule, pourrait être réalisé et reproduit avec une exactitude beaucoup plus élevée. Considérant qu’une définition de haute précision de l’unité de temps était indispensable pour la science et la technologie, la CGPM à sa 13e réunion (1967-1968, Résolution 1) choisit une nouvelle définition de la seconde fondée sur la fréquence de la transition hyperfine de l’état fondamental de l’atome de césium 133.

#### Ampère (unité de courant électrique)
La définition de l'Ampère de 1948 n'évolue pas entre 1960 et 2018. Toutefois, cette définition s’avère difficile à réaliser et les étalons quantiques pratiques (à effet Josephson et à effet Hall quantique), qui relient le volt et l’ohm aux combinaisons particulières de la constante de Planck h et de la charge élémentaire e, sont utilisés de façon presque universelle comme réalisation pratique de l’ampère à l’aide de la loi d’Ohm (CGPM, 1987).

#### Kelvin (unité de température thermodynamique)
La CGPM à sa 13e réunion (1967-1968, Résolution 3) adopte le nom « kelvin », symbole K, au lieu de « degré kelvin », symbole ºK. Toutefois, les difficultés pratiques liées à la réalisation de cette définition, qui requiert un échantillon d’eau pure à la composition isotopique bien définie ainsi que le développement de nouvelles méthodes primaires thermométriques conduisent
à l’adoption d’une nouvelle définition du kelvin fondée sur une valeur numérique fixée de la constante de Boltzmann, k, en 2018.

#### Candela (unité d’intensité lumineuse)
En 1979, en raison des difficultés expérimentales liées à la réalisation du radiateur de Planck aux températures élevées et des possibilités nouvelles offertes par la radiométrie, c’est-à-dire la mesure de la puissance des rayonnements optiques, la 16e CGPM adopte une nouvelle définition de la candela.

#### Mole (unité de quantité de matière)
Lors de la 14e réunion de la CGPM (1971), une nouvelle unité de base, la mole, symbole mol, est adoptée pour la quantité de matière. Cela fait suite à une proposition formulée par l’Organisation internationale de normalisation (ISO), émanant en premier lieu de la Commission on Symbols, Units and Nomenclature de l’International Union of Pure and Applied Physics (IUPAP) et soutenue par l’International Union of Pure and Applied Chemistry (IUPAC). Le SI passe ainsi à sept unités de base.

### Redéfinition du SI en fonction de constantes physiques fondamentales (2018-)
Les unités de base du Système international sont redéfinies lors de la conférence générale des poids et mesures du 13 au 16 novembre 2018 (à Versailles), à partir de sept constantes physiques dont la valeur exacte est alors « définitivement fixée ». Cette réforme entre en vigueur le 20 mai 2019.

## Utilisation dans le monde

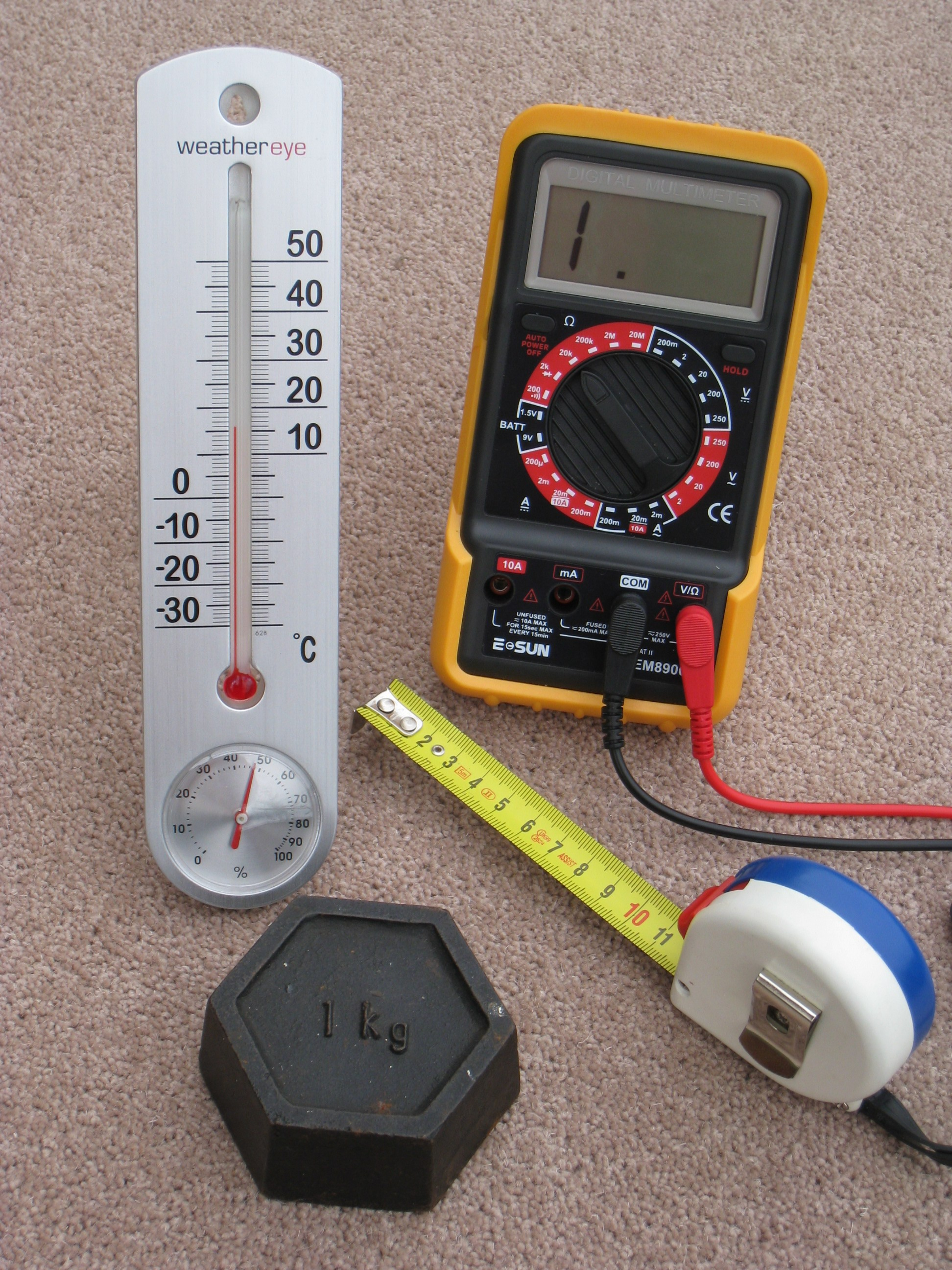
Instruments de mesure usuels.

La plupart des pays du monde ont fait du Système international leur système officiel d'unités. En Asie de l'Est, ce fut au début du XXe siècle. Durant les années 1970, le gouvernement du Canada procède à la conversion au système métrique, sous l'égide de la Commission du système métrique. Cette action (passer officiellement d'un système d'unités national au système métrique) s'appelle métrification.
En 2008, seuls trois pays dans le monde n'ont pas officiellement adopté le Système international : les États-Unis, le Liberia et la Birmanie.
Il convient de nuancer en ce qui concerne les États-Unis, signataire de la Convention du Mètre :
- l'usage du SI y est licite depuis 1866[43] ;
- métrologiquement parlant, depuis 1895  et le Mendenhall Order (en), le SI est le système de référence (les grandeurs du système impérial sont définies par rapport aux étalons primaires du système métrique) ;
- le SI est le système recommandé par le Metric Conversion Act (en) de 1975 ;
- confirmé en 1988 par le Omnibus Foreign Trade and Competitiveness Act (en) ;
- le SI est de plus en plus répandu parmi les scientifiques, la médecine, le gouvernement, et plusieurs secteurs de l'industrie[42].

### États membres de la convention du mètre et associés à la CGPM

#### Premiers états signataires (1875)
17 états sont signataires de la convention du Mètre en 1875.
- Allemagne
- Argentine
- Autriche-Hongrie
- Belgique
- Brésil
- Danemark
- Espagne
- États-Unis
- France
- Italie
- Pérou
- Portugal
- Russie
- Suède et Norvège
- Suisse
- Turquie
- Vénézuela

#### États membres de la Convention du Mètre (aujourd'hui)
On compte, en 2025, 64 États Membres.
- Afrique du Sud
- Allemagne
- Arabie saoudite
- Argentine
- Australie
- Autriche
- Belgique
- Biélorussie
- Brésil
- Bulgarie
- Canada
- Chili
- Chine
- Colombie
- Corée du Sud
- Costa Rica
- Croatie
- Danemark
- Égypte
- Émirats arabes unis
- Équateur
- Espagne
- Estonie
- États-Unis
- Finlande
- France
- Grèce
- Hongrie
- Inde
- Indonésie
- Irak
- Iran
- Irlande
- Israël
- Italie
- Japon
- Kazakhstan
- Kenya
- Lituanie
- Malaisie
- Maroc
- Mexique
- Monténégro
- Norvège
- Nouvelle-Zélande
- Pakistan
- Pays-Bas
- Pologne
- Portugal
- Roumanie
- Royaume-Uni
- Russie
- Serbie
- Singapour
- Slovaquie
- Slovénie
- Suède
- Suisse
- Tchéquie
- Thaïlande
- Tunisie
- Turquie
- Ukraine
- Uruguay

#### États associés à la conférence générale des poids et mesures  (aujourd'hui)
ref
On compte, en 2025, 64 37 États et entités économiques associés.
- Albanie
- Azerbaïdjan
- Bangladesh
- Bolivie
- Bosnie-Herzégovine
- Botswana
- Cambodge
- Communauté caribéenne (CARICOM)
- Éthiopie
- Géorgie
- Ghana
- Hong Kong
- Jamaïque
- Koweït
- Lettonie
- Luxembourg
- Macédoine du Nord
- Malte
- Maurice
- Moldavie
- Mongolie
- Namibie
- Oman
- Ouzbékistan
- Panama
- Paraguay
- Pérou
- Philippines
- Qatar
- Syrie
- Sri Lanka
- Taïwan
- Tanzanie
- Viêt Nam
- Zambie
- Zimbabwe

### Exceptions notables

#### Par pays

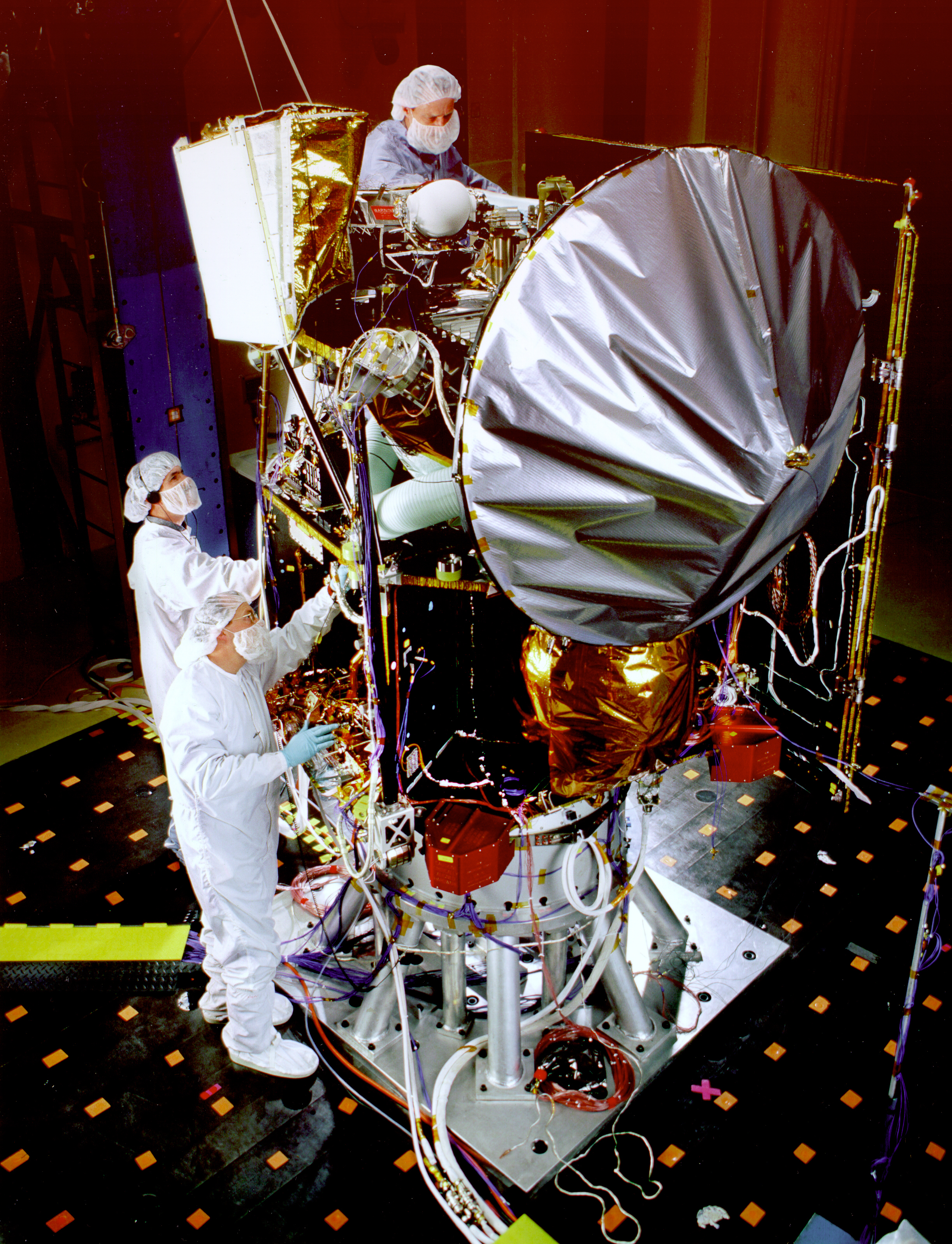
La sonde Mars Climate Orbiter, perdue en raison d'une confusion de systèmes d'unités.

En France, il existe quelques exceptions notables, utilisant les unités impériales, des unités dérivées du SI, ou d’anciennes unités d’origine plus obscure :
- en plomberie, les dimensions sont données généralement en fractions de pouce ;
- la diagonale d'affichage des écrans électroniques (d'ordinateurs, téléviseurs, de mobiles, etc.) s'exprime en centimètres, mais les commerçants lui préfèrent souvent l'usage anglo-saxon du pouce[46] ;
- les pointures de chaussures dont le calcul est dérivé du SI par une formule dont il est difficile de déterminer l'origine[47] ;
- la température, en dehors du milieu scientifique, est souvent exprimée en degrés Celsius ;
- en diététique, la valeur énergétique des aliments s'exprime le plus souvent en grandes calories (dénommées « calories » dans ce contexte) ;
- les vitesses courantes (telles que celles des véhicules) sont quasi systématiquement exprimées en km/h et non pas en m/s ;
- les consommations électriques sont exprimées en kWh et non en MJ.

Au Royaume-Uni, l'usage du système métrique est légalisé depuis 1897, mais dans certains domaines tels que le commerce, la santé publique, la sécurité, l'administration, la signalisation routière et la vente de métaux précieux, l'équivalent en unités impériales est toléré.
Aux États-Unis, il est possible de trouver dans la même documentation des données métriques et impériales. Cette utilisation conjointe de deux types d'unités de mesure est à l'origine de la perte de la sonde spatiale Mars Climate Orbiter en septembre 1999.
Au Canada, y compris au Québec, l'usage du système métrique est obligatoire depuis 1975, mais dans la plupart des domaines de la vie quotidienne, du commerce, de la construction, c'est le système impérial qui prédomine. Il est commun que des individus ignorent comment utiliser le système métrique dans le domaine des distances (en dehors du code de la route, où il est appliqué systématiquement) : nombreux sont ceux qui ignorent leur taille en mètres (pieds, pouces) et leur poids en kilogrammes (livres) ; de même il est commun de mesurer les dimensions d'un appartement (pieds-carrés), la largeur d'un terrain (pieds), la diagonale d'affichage des écrans électroniques (ordinateurs, TV, mobiles, etc.), ou en plomberie, en système impérial.
La plupart des unités de mesures non métriques sont maintenant définies à partir des unités du Système international. Par exemple, le National Institute of Standards and Technology édite une table des définitions des unités de mesure anglo-saxonnes à partir des unités métriques.

#### Par domaine
Dans la navigation maritime, on compte les distances en milles marins, ou « nautiques ». Les marins francophones utilisent le nautique à la place du mille marin pour éviter la confusion entre l'adjectif numéral et l'unité de distance. Un nautique est la même chose qu'un mille marin et vaut donc 1 852 mètres. Quant à la vitesse, elle est exprimée en nœuds, un nœud valant un mille marin (ou nautique) par heure.
Dans la navigation aérienne, on compte les distances et les vitesses de la même façon que sur un navire : les distances en nautiques et les vitesses en nœuds (« knots » en anglais, langue internationale de l'aéronautique). Les anémomètres, instruments du tableau de bord des avions qui mesurent la vitesse par rapport à l'air, s'ils ne sont gradués que d'une seule grandeur, le sont en « knots » ; s'ils sont gradués de deux grandeurs, ils sont gradués concentriquement en « knots » et en km/h, dont le rapport est de 1/1,852. L'altitude (par rapport au niveau de la mer) et la hauteur (par rapport à la piste) sont exprimées en pieds anglais (un pied valant 0,304 8 m). Opérationnellement, on compte en milliers de pieds. Le niveau de vol (FL, « flight level » par rapport à l'isobare 1 013 hPa) est exprimé en centaines de pieds. Par exemple, un niveau de croisière 350 vaut 35 000 pieds, soit 10 668 m. De même, les circuits d'attente au-dessus des aéroports sont espacés verticalement de 1000 pieds (altimètre calé sur le QFE - la pression de la piste). La vitesse verticale d'un avion de ligne est elle indiquée par un variomètre, gradué le plus souvent en milliers de pieds par minute.

### Défaillances issues de l'utilisation de systèmes métrologiques différents

#### Vol Air Canada 143 (1983)
En 1983, le Canada a adapté son système de mesure anglais au Système international d'unités. Lors d'un arrêt au sol, un Boeing 767-200 d'Air Canada a connu des problèmes avec le dispositif de contrôle du carburant. L'équipe de maintenance a alors utilisé une règle de mesure manuelle pour déterminer et compléter le volume de kérosène dans les réservoirs de l'avion. Cependant, cet avion était le premier de la flotte à utiliser le contrôle du carburant en SI, mais les techniciens au sol se basaient sur une densité de carburant de 1,77 livre par litre (système anglais), alors qu'en SI, cette valeur était de 0,80 kilogramme par litre. En raison de cette confusion, l'avion a été ravitaillé avec moins de la moitié du volume de kérosène nécessaire pour effectuer la liaison entre les villes de Montréal et d'Edmonton (il aurait fallu 22 300 kilogrammes de carburant et il en a reçu 22 300 livres, soit environ 10 115 kilogrammes). Cette « erreur métrologique » a entraîné l’arrêt en plein vol en alimentation de carburant des deux moteurs, à 12 500 mètres d'altitude. L'avion a néanmoins réussi à atterrir, sans moteur, sans encombre au Gimli Industrial Aero Park, dans la province du Manitoba,.

#### Mars Climate Orbiter (1999)
En 1999, le vaisseau spatial Mars Climate Orbiter, une des deux sondes spatiales de l'agence spatiale américaine, la NASA, lancée en 1998 pour étudier la planète Mars, a dévié de sa trajectoire initiale lors de son entrée dans l'atmosphère martienne, car celle-ci avait été calculée de manière erronée à l'aide de deux systèmes de mesure : le système international d'unités (SI) et le système anglais. Cela a coûté 300 millions de dollars à la NASA, qui a perdu le vaisseau spatial. L'explication est que le vaisseau spatial ne s'est pas désintégré, mais qu'une hélice a été détruite lors de son entrée dans l'atmosphère de la planète. Les tentatives pour le replacer sur la bonne orbite et empêcher Mars de l'abîmer ont échoué. Le directeur de la NASA, Carl Pilcher, a déclaré au magazine Science News que le fait de ne pas avoir identifié la « défaillance métrologique » pendant le trajet constituait une grave erreur de la part des responsables de la mission.

#### Pont de Laufenbug (2003)
Le niveau de la mer varie d'un endroit à l'autre, et les pays utilisent différents points de référence. La Grande-Bretagne, par exemple, mesure la hauteur à partir du niveau de la mer en Cornouailles, et la France à partir du niveau de la mer à Marseille. L'Allemagne se base sur la mer du Nord, tandis que la Suisse, comme la France, opte pour la Méditerranée, dont la référence est donnée par le Marégraphe de Marseille. En 2003, cela a posé un problème à Laufenburg. Ce village est situé à la frontière entre l'Allemagne (Laufenburg) et la Suisse (Laufenburg). En effet, lors de la construction d'un pont, les deux parties se sont rapprochées et, au lieu d'être « à la même hauteur par rapport au niveau de la mer », l'une se trouvait 54 centimètres plus haut que l'autre. La partie allemande a dû être abaissée pour que le pont puisse être achevé. Il ne s'agit pas ici à proprement parlé de l'utilisation de systèmes différents, mais de l'adoption d'une « référence » différente,.